# Frank Anthony Wilczek
Frank Anthony Wilczek ili samo Frank Wilczek (Mineola, New York, 15. svibnja 1951.), američki fizičar. Diplomirao (1972.) i doktorirao (1974.) na Princetonskom sveučilištu, gdje je i bio profesor (od 1974. do 1981. i od 1989. do 2000.). Radio je u Institutu za napredna istraživanja u Princetonu (od 1976. do 1977.), u Institutu za napredna istraživanja u Santa Barbari (od 1980. do 1988.), na Massachusettskom tehnološkom institutu u Cambridgeu (od 2000.). Njegovo istraživanje obuhvaća široko područje tema, od fizike kondenzirane tvari, astrofizike i kozmologije, do fizike elementarnih čestica. Otkrio je kako se kvarkovi na maloj međusobnoj udaljenosti gibaju kao slobodne čestice i kako se s povećanjem razmaka privlačna sila među njima naglo povećava pa se ne mogu razdvojiti. Ta je pojava kasnije nazvana asimptotska sloboda. Član je Nacionalne akademije znanosti SAD-a (od 1990.) i Američke akademije umjetnosti i znanosti (od 1993.). Za otkriće asimptotske slobode u teoriji jakoga međudjelovanja (jaka nuklearna sila) s D. J. Grossom i H. D. Politzerom, dobio je Nobelovu nagradu za fiziku 2004.

## Kvark
Kvark (eng. quark, naziv što ga je uveo američki fizičar Murray Gell-Mann po riječi iz Joyceova romana Bdjenje nad Finneganom) je elementarna čestica, sastavnica hadrona, električnoga naboja ±e/3 ili ±2e/3, podložna jakom međudjelovanju. Sve do otkrića Ω– čestice kvarkovima se pridjeljivalo čisto matematičko značenje. Prve naznake njihove fizikalne stvarnosti (realnosti) pojavile su se u pokusima duboko neelastičnoga raspršenja elektrona na protonima, na Stanfordskome linearnom ubrzivaču čestica 1962. Opažanje raspršenja pod velikim kutovima (kakva su prije opažena u Rutherfordovim pokusima raspršenja alfa-čestica na listićima zlata) upućivalo je na postojanje tvrdih točkastih "jezgri" unutar protona. Slični pokusi provedeni potom neutrinskim snopovima na CERN-u nedvojbeno su potvrdili da je riječ o česticama trećinskog električnog naboja i polucijeloga spina. Za istraživanja putem duboko neelastičnih raspršenja kojima su ustanovljeni kvarkovi dodijeljena je Nobelova nagrada za fiziku 1990. J. I. Friedmanu, H. W. Kendallu i R. E. Tayloru. 
Godine 1974. otkriven je c-kvark (Nobelova nagrada 1976. B. Richteru i S. C. C. Tingu za otkriće J/ψ mezona). Slijedilo je i otkriće b-kvarka (1977.) i t-kvarka (1994.). Time je bio zaokružen skup kvarkova koji s leptonima čine temeljne građevne blokove opažene tvari (fizika elementarnih čestica). Riječ je o česticama spina 1/2, koje se pojavljuju u različitim vrstama, okusima, svrstanima u obitelji ili naraštaje. Tvari koje nas okružuju građene su od gornjega i donjega kvarka (u i d, od engl. up i down) prvog naraštaja. Takav uzorak s donjim kvarkom električnoga naboja (–1/3)e i gornjim kvarkom naboja (+2/3)e ponavlja se u drugome naraštaju s kvarkovima stranog i čarobnog okusa (s i c, od engl. strange i charm) te kvarkom ljepote i istine (b i t, od engl. beauty i truth) trećega naraštaja. Svaki se od navedenih kvarkova pojavljuje u tri boje. Te se boje shvaćaju kao naboji na koje se vežu gluoni, prijenosnici jakoga međudjelovanja opisanoga kvantnom kromodinamikom.
Na maloj međusobnoj udaljenosti (manjoj od 10–15 metara) kvarkovi se gibaju kao slobodne čestice, a na većim udaljenostima djeluju iznimno velikim privlačnim silama te se zbog toga ne mogu izdvojiti iz hadrona kao zasebne čestice (asimptotska sloboda).

### Asimptotska sloboda
Asimptotska sloboda je svojstvo kvarkova da se gibaju kao slobodne elementarne čestice na maloj međusobnoj udaljenosti (manjoj od 10–15 metara), a da djeluju iznimno velikim privlačnim silama na većim udaljenostima te da se zbog toga ne mogu izdvojiti iz hadrona kao zasebne čestice. Danas je ona jedna od temeljnih pretpostavki kvantne kromodinamike, a otkrili su je 1973. F. A. Wilczek, D. J. Gross i neovisno H. D. Politzer te za njezino otkriće dobili Nobelovu nagradu za fiziku 2004.

## Kvantna statistika
Kvantna statistika je grana statističke fizike kojoj je temelj kvantna mehanika. Bitna je razlika u odnosu na klasičnu statističku fiziku kvantnomehaničko nerazlikovanje čestica. Ono rezultira statističkom neodređenošću, koja je posljedica nepotpunoga poznavanja stanja sustava na mikroskopskoj razini. Statistička neodređenost pridodana je već postojećoj neodređenosti iskazanoj Heisenbergovim relacijama neodređenosti. Sama formalna struktura (primjena statističkoga mnoštva te osnovne značajke ravnotežne statistike, poput izvođenja termodinamičkoga potencijala iz particijskih suma) preuzeta je iz klasične statističke fizike. 